# Прикупљање храбрости
„Прикупљање храбрости” је југословенски ТВ филм из 1966. године. Режирао га је Едуард Галић а сценарио је написао Иво Штивичић

## Улоге
| Глумац           | Улога                 |
| ---------------- | --------------------- |
| Љубица Јовић     | Мила                  |
| Павле Богдановић | Борис                 |
| Шпиро Губерина   | Пинко                 |
| Љиљана Генер     | Вера                  |
| Инге Апелт       | Сенка                 |
| Иван Шубић       | Мартин (ас Иво Шубић) |
| Јосип Мароти     | Милета                |
| Раде Шербеџија   | Скалпер               |
| Борис Фестини    |                       |
| Никола Цар       |                       |

Остале улоге  ▼
| Глумац             | Улога |
| ------------------ | ----- |
| Жарко Поточњак     |       |
| Јагода Антунац     |       |
| Вјенчеслав Капурал |       |
| Гордан Пицуљан     |       |